# 브루스 복스라이트너
브루스 복스라이트너(Bruce Boxleitner, 1950년 5월 12일 ~ )는 미국의 배우이다.

## 출연 작품
- 실버벨 (2013)
- 스모크우드 (2012)
- 트론: 업라이징 (2012)
- 51구역 (2011)
- 섀도우 솔저 (2010)
- 트론: 새로운 시작 (2010)
- 트랜스모퍼: 폴 오브 맨 (2009)
- 데드 스페이스 - 다운폴 (2008)
- 슈터 : 라스트 미션 (2007)
- 본 이터 (2007)
- 척 (2007)
- 더블 크로스 (2006)
- 히어로즈 (2006)
- 영 블레이드 (2005)
- 어 킬러 업스테어스 (2005)
- 킹: 잃어버린 세계 (2005)
- 세이빙 에밀리 (2004)
- 브릴리언트 (2004)
- 데이 알 어멍 어스 (2004)
- 가물치 테러 (2004)
- 사일런스 (2003)
- 신의 영웅들 (2003)
- 호프 랜치 (2002)
- 에볼라 바이러스 (2002)
- 프리 폴 (1999)
- 다니엘  스틸 - 조야 (1995)
- 도박사 5 (1994)
- 와이어트 어프 - 툼스톤으로 돌아오다 (1994)
- 건스모크 5 (1994)
- 전함 바비론 (1994)
- 스페셜 헌터 (1993)
- 더블 우먼 (1992)
- 위험한 침입자 (1992)
- 할아버지의 비밀 (1992)
- 베이브 (1992)
- 초보 영웅 컵스 (1992)
- 살인 비젼 (1991)
- 치외법권 (1991)
- 브레이커웨이 (1990)
- 프롬 더 데드 오브 나이트 (1989)
- 불타는 바다 (1989)
- 더 타운 불리 (1988)
- 도박사 3 (1987)
- 특명 탈출 (1987)
- 머나먼 여정 (1986)
- 배신의 늪 (1986)
- 도박사 2 (1983)
- 나는 와이어트 어프와 결혼했다 (1983)
- 밀림의 사나이 (1982)
- 에센스 (1982)
- 트론 (1982)
- 에덴의 동쪽 (1981)
- 발티모아 도박사 (1980)
- 도박사(영어판) (1980)

### 텔레비전
- 미녀 첩보원 (1983-87, Scarecrow and Mrs. King)
- 불타는 서부 - 78년 시리즈 (1978)
- 불타는 서부 - 77년 시리즈 (1977)
- 하와이 5-0수사대 (1968)
- 시더 코브 시즌1 (2013)